# Meristogenys jerboa
Meristogenys jerboa är en groddjursart som först beskrevs av Günther 1872.  Meristogenys jerboa ingår i släktet Meristogenys och familjen egentliga grodor. IUCN kategoriserar arten globalt som sårbar. Inga underarter finns listade i Catalogue of Life.